# Walter Grant
Walter Grant, de son vrai nom Ugo Colombini, est un acteur italien né le 16 juillet 1875 à Lucques et mort en 1963  à  Rome.
Il est le père de l'acteur Willi Colombini (né en 1938).

## Filmographie
- 1936 : Il re Burlone d'Enrico Guazzoni
- 1940 : La danza dei milioni de Camillo Mastrocinque
- 1943 : Nos rêves (I nostri sogni) : le vieux M. Tuns
- 1945 : L'abito nero da sposa de Luigi Zampa
- 1954 : Gran varietà, de Domenico Paolella, segment Fregoli
- 1957 : La Blonde enjôleuse (La ragazza del palio) de Luigi Zampa
- 1959 : Hercule et la Reine de Lydie (Ercole e la regina di Lidia) : Esculape
- 1960 : La Charge de Syracuse (L'assedio di Siracusa) : Tirésias
- 1963 : Hercule, Samson et Ulysse (Ercole sfida Sansone)